# Ab Homburg

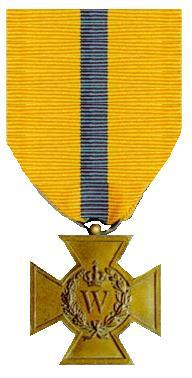
Bronzen Kruis

Aart Albert (Ab) Homburg (IJmuiden, 12 juni 1917 – Delden, 1 april 1945) was een Engelandvaarder, verzetsman en piloot.

## Eerste Engelandvaart
Op 22 maart 1941 ontsnapte Ab Homburg uit bezet Nederland. De voormalige vaandrig roeide laconiek met Cor Sporre en Willem de Waard de haven van IJmuiden uit. Na enkele dagen zwalken op de Noordzee werden ze opgepikt door een Britse destroyer en naar Harwich gebracht. Eenmaal in Engeland werd Homburg in ijltempo opgeleid tot geheim agent.
Op 6 september 1941 werden geheim agent Ab Homburg en zijn maat Cor Sporre geparachuteerd boven Brabant. Vandaar gingen ze naar IJmuiden, waar ze beiden vandaan kwamen, en meldden zich bij het sigarenwinkeltje van Sporres oom, die zijn neef onderdak verleende en als contactadres diende. Homburg ging tijdelijk bij een oom in de Delftlaan wonen.
De bedoeling was dat de twee mannen, die in Engeland tot geheim agent waren opgeleid, mensen zouden zoeken die in het verzet actief wilden en konden zijn. Als die contacten gelegd waren, moesten ze naar Engeland terugkeren.
In het begin waren ze succesvol. Toen Homburg kiespijn kreeg en zich bij een oude vriend liet behandelen, bleek deze lid van de NSB te zijn. De voormalige dienstmakker stelde de Sicherheitsdienst op de hoogte, Homburg werd gearresteerd en op 6 oktober 1941 uitgeleverd aan de Duitsers, die hem naar het Oranjehotel brachten.

## Veroordeling en ontsnapping
Op 10 oktober werd Homburg ter dood veroordeeld en naar een ander deel van de gevangenis overgebracht. Hij zou voor het vuurpeloton komen. Op 26 oktober 1941 (één dag voor zijn geplande executie) wist Homburg te ontsnappen tijdens zijn transport naar het Binnenhof, waar hij zou worden ondervraagd.
Hij zocht Sporre weer op, maar deze vertrouwde hem niet meer. Sporre had immers in zijn opleiding geleerd dat geheim agenten die in Duitse handen waren gevallen soms onder de druk bezweken en voor de vijand gingen werken. Sporre heeft op 13 november 1941 geprobeerd met Wiek Schrage in een bootje vanuit de Hondsbossche Zeewering naar Engeland terug te keren. Niemand weet of ze daar ooit zijn aangekomen.

## Tweede Engelandvaart
Homburg is op 15 februari 1942 met Jo Buizer en Jan de Haas weer uit de haven van IJmuiden vertrokken. Voor de tweede maal ontsnapte hij uit bezet Nederland. Dit keer echter als verstekeling aan boord van de stoomtrawler Beatrice, de IJM 118. Op volle zee terechtgekomen, wisten zij de schipper te overreden de steven naar Engeland te richten. Zij kwamen veilig in Engeland aan. Daar werd Homburg verhoord, waarbij de Engelsen vernamen dat er geen zilvergeld meer werd gebruikt in Nederland. Daarna meldde Homburg zich als kandidaat-vlieger bij de RAF waar hij uiteindelijk terechtkwam bij 322 Squadron.

## Piloot
Tien Spitfires van het 322 Dutch Squadron RAF voerden op 1 april 1945 'Operatie Glasshouse A' uit, een gewapende verkenning boven oostelijk Nederland. W/O Van Roosendaal moest springen in de omgeving van Zutphen. F/O Ab Homburg werd voor het laatst gezien boven Münster en bleek te zijn neergestort bij Borne. Pilot Officer (P/O = tweede luitenant) Janssen en F/O Hendrikx werden aanvankelijk vermist, maar beiden bleken later de actie te hebben overleefd.
Homburg werd in Delden begraven en later dat jaar herbegraven op de begraafplaats Westerveld in Driehuis. In 1963 is zijn graf verplaatst naar het erehof op begraafplaats Duinhof in IJmuiden.

## Onderscheiden
Omdat hij twee keer bezet gebied is ontvlucht heeft Homburg twee keer het Bronzen Kruis gekregen, die later werden omgezet in een Bronzen Leeuw:
- Bronzen Leeuw, KB nr 12 van 14 januari 1943 wegens het uitvoeren van een zeer geheime opdracht
- Bronzen Leeuw, KB nr 98 van 31 maart 1952 wegens luchtaanval bij Delden

Zijn naam staat vermeld op de Erelijst van Gevallenen 1940-1945.